# Différance
Différance [difeʀɑ̃s] (nach frz. différence „Unterschied“, absichtlich falsch mit ⟨a⟩ geschrieben, was die Aussprache aber nicht beeinflusst) ist eine Wortschöpfung des französischen Philosophen Jacques Derrida (1930–2004) und ein zentraler Begriff in der von ihm entwickelten philosophischen Idee der Dekonstruktion. 
Besonders einflussreich war der Terminus in der Hermeneutik des Poststrukturalismus und in den Gender Studies. Im schulischen Bereich wurde der Begriff in den Ansätzen des produkt- und handlungsorientierten Literaturunterrichts aufgenommen. Teilweise wird er auch in sprachpolitischen Konzepten verwendet. Im Deutschen wurde der Terminus Differänz konstruiert, um das französische Wortspiel zu übertragen, häufig wird aber der Originalbegriff gebraucht.

## Begriff
Mit dem Wort différance wird veranschaulicht, dass es wesentliche Unterschiede zwischen dem Lesen und der Schrift geben kann, die beim Sprechen nicht bemerkt oder vernachlässigt werden. Das Wort macht selbst einen Unterschied in der Art, wie es mit dem gleichnamigen Konzept untersucht wird. Auf diese Weise illustriert Derrida seine Auffassung, dass dem Sprechen grundsätzlich eine (oft ignorierte) Schrift zugrunde liege. Derridas Kritik am Logozentrismus, die er in seiner einflussreichen Grammatologie ausbreitet, erhebt das materielle Zeichen (den Buchstaben) über die mündliche Sprache und über das Gemeinte. 

### Schreiben und Lesen
Der Begriff ist ein Neologismus Derridas: Er bezeichne eigentlich nichts und doch alles. Er öffne den Blick für Phänomene der Sprache und gebe diesen einen Raum des Erforschens (französisch espace de recherche). Die différance erscheine so als unverzichtbares Phänomen von Sprache, das zugleich für einen Mangel stehe. Die beiden Bedeutungen des französischen Worts ‚différer‘ – nämlich ‚unterscheiden’ einerseits und ‚aufschieben’ andererseits – verdeutlichen diesen Zusammenhang. Der Autor eines Textes kann sein Thema nur nacheinander, mit gleichen oder verschiedenen Wörtern in unterschiedlichen Bedeutungen darstellen. So kommt es zu Unterschieden des Sinns, die zeitlich versetzt entstehen. Die scheinbar unproblematische Präsenz des Sprechens löst sich in eine Vielzahl von Bezügen auf, wenn man die Bewegungen des Schreibens und des Lesens berücksichtigt. Statt einer behaupteten Überzeitlichkeit bestimmter Bedeutungen gibt es immer wieder Hemmungen beziehungsweise Verzögerungen des Verstehens. Dieses Phänomen wird von manchen Autoren (z. B. von Günter Grass) als Stilmittel verwendet.
Was beim Verfassen eines Textes erfolgt, wird beim Lesen nachvollzogen. Erst wenn der Leser die Wörter nacheinander erfasst und aufeinander bezogen hat, wird das Dargestellte für ihn verständlich. Die unterschiedlichsten Assoziationen und Interpretationen wirken sich als Verstehen, Missverstehen, Klarheit oder Unklarheit aus. Diese Bewegung werde ignoriert und damit etwas Wesentliches ausgeblendet, wenn Differenz nur auf die Unterschiede zwischen den sprachlichen Elementen bezogen wird, als gehe es dabei um Schriftzeichen, obwohl nur von lebendiger Sprache die Rede ist (wie dies Ferdinand de Saussure praktiziert hat). Wörter, so folge daraus, stehen dann für sich, unterscheiden sich voneinander und repräsentieren unterscheidbare Dinge in der Welt. Es wird auf diese Weise etwas festgeschrieben, was eigentlich ständig in Bewegung ist.
Literarische und philosophische Texte (im Prinzip jedoch jeder Text bis hin zum bloß Gesagten) werden so zu einem Spiel des fortwährenden „Sich-Unterscheidens“ durch Aufschübe und Widersprüche und des „gegenseitigen Verweisens“ der Signifikanten aufeinander. Das Spiel der Differänzen hat kein erkennbares Zentrum und keine klar auszumachende Hierarchie. Bedeutung ist daher immer „relational“, niemals absolut.

### ‚Spur‘ und ‚Bündel‘
Der Charakter der différance als Bewegung, die Verstehen bewirkt, wird präzisiert durch Derridas Terminus ‚Spur’. Kein Wort, kein sprachliches Element steht für sich alleine, sondern es zieht immer Spuren anderer Wörter mit sich, die Möglichkeiten von Lesen, Schreiben, Hören und Sprechen bedingen. Diese Spuren werden dem Text, jedem Wort hinzugefügt („eingespurt“), ohne sie zu nennen. Derrida radikalisiert diese Aussage, indem er behauptet, es gebe keine Wörter, sondern nur Spuren.

„Jede Spur ist Spur einer Spur. Kein Element ist jemals irgendwo anwesend (auch nicht einfach abwesend): es gibt nichts als Spuren.“

In diesem Sinne steht différance für „eine Art Kraft“, die vielfältige Möglichkeiten des Schriftlichen hervorbringt und diese Vielfalt bewältigt.
Die Kraft der vielen Möglichkeiten scheint auch in dem Wort „Bündel“ zu stecken, mit dem Derrida die Ökonomie der différance benennt. Es sei geeignet, um die Bewegungen des Bindens, Webens und Einflechtens für den Sinn eines Textes und weitere seiner Wirkungen deutlich zu machen.

### Unabschließbarkeit des Sinns
Abgesehen von dieser Differenzierungswillkür (mit Willkür ist die linguistische Arbitrarität gemeint, also nichts Abschätziges) weist Derrida energisch auf die grundsätzliche Unabschließbarkeit von Textsinn hin. So sei die Bedeutung eines Wortes, Satzes oder Textes grundsätzlich unabgeschlossen, denn solange gesprochen wird, verändere sich permanent auch der Sinn des bisher Gesprochenen. Beim Sprechfluss treten immer neue Wörter und Bezeichnungen miteinander in Beziehung und bilden dabei neuen Sinn. Daher kann Sinn nur ein „vorläufiger Sinn“ sein, der davon abhängt, was dem Gesagten vorausgeht und was dem Gesagten folgen wird. Textsinn ist daher nicht nur willkürlich im Sinne der Differenzierungswillkür, sondern obendrein temporär und relativ, weil er in einer permanenten Schleife der Aufschiebung zirkuliert.
Das Konzept der Différance betrifft also sowohl die Ontologie der Schrift als auch die Ontologie der Lektüre, ist jedoch nicht hierauf beschränkt, sie geht vielmehr jeder Formation von Termen und Identitäten voraus.
Dekonstruktion kann zeigen, dass ein Text seinen eigenen Aussagen widerspricht oder mit ihnen in Konflikt steht, was oft als unnötige Problematisierung des Einfachen und Offensichtlichen wahrgenommen wird. Andererseits ermöglicht die dekonstruktive Lektüre von Texten eine „textanalytische Spurensuche“, die dem Leser produktive Freiheiten öffne und den Text letzten Endes stärke.

## Begründungsfigur
Derridas Theorie stellt eine radikale Sprach- und Erkenntniskritik dar. Indem er bekannte Texte immer wieder interpretierend ‚durchquert‘, nötigt er 

„dieselben Texte […] etwas gänzlich anderes zu sagen, als das, was sie immer zu sagen schienen […]“

In der Praxis gehe man von einem ‚wahren Kern’ eines Textes aus, der durch andere Texte (Kommentare und Erklärungen) dargestellt werden könne. Die vielen unterschiedlichen Interpretationen, irrtümlich auch ‚Darstellungen’ genannt, weisen darauf hin, dass in Wirklichkeit „Pluralität“ bewirkt werde: Die différance sei am Werk. 
Die gängige Auffassung hänge damit zusammen, dass Texte dem platonischen Dualismus von Geist und Materie folgten und auf Wahrheit ausgerichtet seien. Diesen erkenntnistheoretischen Aspekt seiner Theorie verbindet Derrida mit dem Terminus Dekonstruktion. Linguisten im Gefolge Saussures denken sich die Sprache als ein Konstrukt von Elementen, das nach logisch bestimmbaren Regeln richtige Interpretationen bewirke, was von Kritikern Logozentrismus genannt wird.
Nach Derrida ist Sprache dagegen ein endloses, netzartiges Hyphen- oder Wurzelgeflecht, in dem die einzelnen Elemente sich ständig austauschen, verwandeln und zirkulieren. Innerhalb dieses Netzes könne es deshalb niemals ein Signifikat als absoluten Sinn geben, es gebe nur das „Spiel der Signifikanten“. Warum dieses Spiel der Signifikanten nicht als solches erkannt wird, begründet Derrida mit der abendländischen Bevorzugung der Sprache vor der Schrift. 

### Kontrollverlust und Identität
In der Regel gingen Autoren nach Derridas Auffassung davon aus, dass Texte nur die schriftliche Darstellung von Gedanken seien, dass aber die dargestellte Idee den Text überschreite. Texte und Worte repräsentierten etwas, was ihnen nicht zu entnehmen sei. Beim Sprechen und Schreiben würden das Aussprechen, das Schreiben und das Sich-Zuhören sowie das Lesen zusammenfallen zum Sich-Sprechen-Hören beziehungsweise zum Sich-Selber-Lesen während des Schreibens. Dieser Vorgang erzeuge eine „Regression“, das heißt ein Zurückführen des Gehörten oder Geschriebenen auf einen sich selbst bestätigenden Intellekt. Das Ergebnis einer solchen Selbstreferenzierung führe zum Kontrollverlust über das eigene Denken, das sich selbst zerfasere in Welten der „Illusion, des Phantasmas und der Halluzination“. So komme es dazu, dass jedes Wort und jedes Zeichen sich unbemerkt von der Welt ablöse und inhaltslos in der ‚Differänz‘ der ständigen Aufschiebung und willkürlichen Differenzierung verloren gehe. Dies sei ein Charakteristikum metaphysischer Texte. Aufgabe der Dekonstruktion sei es daher, der Spur des Signifikanten zu folgen und seine différance nachzuweisen.
Derrida selber sah in der différance eher etwas Unsagbares, weder ein Wort noch einen Begriff. Er schlägt aber vor, sie als das Gegenstück zur Differenz bei Hegel zu sehen, für den die Unterschiede aufgehoben werden müssen, um Identität entstehen zu lassen: 

„Könnte man die différance definieren, so müßte man sagen, daß sie sich der Hegelschen Aufhebung überall, wo sie wirkt, als Grenze, Unterbrechung und Zerstörung entgegenstellt.“

Identität kann nicht durch Aufhebung (durch die Überwindung von Widersprüchen) erreicht werden, die Unterschiede sind stets da, die différance lässt sich nicht überwinden.